# Nicole Ramalalanirina
Nicole Ramalalanirina (sinh ngày 5 tháng 3 năm 1972 tại Antananarivo, Madagascar) là một vận động viên người Pháp chuyên vượt rào 100 mét. Cô đã thay đổi quốc tịch từ quê hương Madagascar năm 1998.
Thời gian cá nhân tốt nhất của cô trong các vượt rào 100 mét là 12,76 giây, đạt được vào tháng 11 năm 2000 tại La Chaux-de-Fonds.
Nicole đã thi đấu tại Thế vận hội Olympic bốn lần, hai lần cho Madagascar (1992, 1996) và hai lần cho Pháp (2000, 2004). Kết quả Olympic tốt nhất của cô là vị trí thứ 6 trong các chướng ngại vật cao 100m tại Sydney năm 2000 với thời gian 12,91.
Nicole kết thúc sự nghiệp của mình bằng cách giành chức vô địch Vượt rào 60m trong nhà của Pháp trong cả năm 2004 và 2006.

## Thành tích giải đấu
| Năm                     | Giải đấu                      | Địa điểm                 | Thứ hạng                | Nội dung                | Chú thích               |
| Representing Madagascar | Representing Madagascar       | Representing Madagascar  | Representing Madagascar | Representing Madagascar | Representing Madagascar |
| ----------------------- | ----------------------------- | ------------------------ | ----------------------- | ----------------------- | ----------------------- |
| 1991                    | All-Africa Games              | Cairo, Egypt             | 3rd                     | 100 m hurdles           | 13.70                   |
| 1992                    | Olympic Games                 | Barcelona, Spain         | 24th (h)                | 100 m hurdles           | 13.40                   |
| 1993                    | World Indoor Championships    | Toronto, Canada          | 21st (h)                | 60 m hurdles            | 8.36                    |
| 1993                    | African Championships         | Durban, South Africa     | 1st                     | 100 m hurdles           | 13.32                   |
| 1993                    | Universiade                   | Buffalo, United State    | 3rd                     | 100 m hurdles           | 13.28                   |
| 1993                    | World Championships           | Stuttgart, Germany       | 11th (sf)               | 100 m hurdles           | 13.16                   |
| 1994                    | Jeux de la Francophonie       | Bondoufle, France        | 1st                     | 100 m hurdles           | 13.17                   |
| 1995                    | World Indoor Championships    | Barcelona, Spain         | 12th (sf)               | 60 m hurdles            | 8.11                    |
| 1995                    | World Championships           | Gothenburg, Sweden       | 16th (h)                | 100 m hurdles           | 13.24                   |
| 1995                    | Universiade                   | Fukuoka, Japan           | 1st                     | 100 m hurdles           | 13.02                   |
| 1996                    | Olympic Games                 | Atlanta, United States   | 13th (sf)               | 100 m hurdles           | 13.01                   |
| 1996                    | Olympic Games                 | Atlanta, United States   | –                       | 4 × 100 m relay         | DNF                     |
| 1997                    | World Championships           | Athens, Greece           | 25th (h)                | 100 m hurdles           | 13.21                   |
| 1997                    | Jeux de la Francophonie       | Antananarivo, Madagascar | 1st                     | 100 m hurdles           | 13.21                   |
| Representing Pháp       |                               |                          |                         |                         |                         |
| 1998                    | European Championships        | Budapest, Hungary        | 4th                     | 100 m hurdles           | 12.87                   |
| 1999                    | World Indoor Championships    | Maebashi, Japan          | 9th (h)                 | 60 m hurdles            | 8.06                    |
| 1999                    | World Championships           | Seville, Spain           | 14th (sf)               | 100 m hurdles           | 12.96                   |
| 2000                    | Olympic Games                 | Sydney, Australia        | 6th                     | 100 m hurdles           | 12.91                   |
| 2001                    | World Indoor Championships    | Lisbon, Portugal         | 3rd                     | 60 m hurdles            | 7.96                    |
| 2001                    | World Championships           | Edmonton, Canada         | 12th (h)                | 100 m hurdles           | 12.91                   |
| 2002                    | European Indoor Championships | Vienna, Austria          | 4th                     | 60 m hurdles            | 8.01                    |
| 2004                    | World Indoor Championships    | Budapest, Hungary        | 8th                     | 60 m hurdles            | 8.01                    |
| 2004                    | Olympic Games                 | Athens, Greece           | 19th (h)                | 100 m hurdles           | 13.07                   |
| 2005                    | European Indoor Championships | Madrid, Spain            | 12th (sf)               | 60 m hurdles            | 8.12                    |
| 2006                    | World Indoor Championships    | Moscow, Russia           | 18th (h)                | 60 m hurdles            | 8.14                    |
| 2006                    | European Championships        | Gothenburg, Sweden       | 17th (h)                | 100 m hurdles           | 13.34                   |